# سفیان شاهد
سفیان شاهد (انگلیسی: Sofian Chahed؛ زادهٔ ۱۸ آوریل ۱۹۸۳) بازیکن فوتبال اهل تونس است.
از باشگاه‌هایی که در آن بازی کرده‌است می‌توان به باشگاه فوتبال هانوفر ۹۶ و باشگاه فوتبال اف‌اس‌وی فرانکفورت اشاره کرد.
وی همچنین در تیم ملی فوتبال تونس بازی کرده‌است.